# Diócesis de Zhouzhi
La diócesis de Zhouzhi o de Chowchich (en latín: Dioecesis Ceucevensis y en chino: 天主教盩厔教区) es una circunscripción eclesiástica de la Iglesia católica en China. Se trata de una diócesis latina, sufragánea de la arquidiócesis de Xi'an. Desde el 19 de octubre de 2005 su obispo es Martin Joseph Wu Qinjing, aunque para el Anuario Pontificio es sede vacante desde el 8 de febrero de 1980.

## Territorio y organización
La diócesis extiende su jurisdicción sobre los fieles católicos de rito latino residentes en parte de la provincia de Shaanxi.
La sede de la diócesis se encuentra en el condado de Zhouzhi, en la ciudad prefectura de Xi'an, en donde se halla la Catedral del Inmaculado Corazón de María.
En 1950 en la diócesis existían 91 parroquias.

## Historia
La prefectura apostólica de Zhouzhi (Chowchich) fue erigida el 17 de junio de 1932 con el breve Cum Vicarius del papa Pío XI, obteniendo el territorio del vicariato apostólico de Xi'anfu (hoy arquidiócesis de Xi'an). Fue la última circusncripción eclesiástica erigida en la provincia de Shaanxi y la primera que no fue confiada a misioneros extranjeros, sino al clero chino.
El 10 de mayo de 1951 la prefectura apostólica fue elevada a diócesis con la bula Arduum a Nobis del papa Pío XII.
El 20 de mayo de 1949 el Partido Comunista de China capturó Xi'an, se impuso en la guerra civil y proclamó la República Popular China el 1 de octubre de 1949. El 4 de septiembre de 1951 China comunista expulsó al nuncio apostólico Antonio Riberi y la Santa Sede continuó reconociendo a la República de China en Taiwán como el legítimo gobierno chino. Todos los misioneros extranjeros fueron expulsados de China comunista en 1952.
La Asociación Patriótica Católica China fue creada con el apoyo de la Oficina de Asuntos Religiosos de la República Popular de China en 1957, con el objetivo de controlar las actividades de los católicos en China. Su nombre público es Iglesia católica china y es referida como la "Iglesia oficial" en contraposición a la "Iglesia subterránea" o "Iglesia clandestina" leal a la Santa Sede.
En el período de 1966 a 1976 la Revolución Cultural se ensañó especialmente contra la religión, destruyéndose numerosas iglesias y cesaron todas las actividades religiosas en la diócesis. La diócesis reasumió sus actividades en la década de 1980.
El 25 de enero de 1982 el sacerdote Paul Fan Yufei, fallecido el 5 de abril de 1995, fue ordenado obispo "clandestino". El 4 de septiembre de 2004 falleció el obispo "oficial" Alfonso Yang Guangyan, obispo desde el 17 de diciembre de 1995; su sucesor fue el obispo de Xi'an como administrador apostólico. En octubre de 2005 el obispo Martin Joseph Wu Qinjing fue ordenado sacerdote clandestinamente, lo que también contó con la aprobación del gobierno en julio de 2015.
El 22 de septiembre de 2018 se firmó en Pekín el Acuerdo provisional entre la Santa Sede y la República Popular de China sobre el nombramiento de los obispos. El 22 de octubre de 2020 el acuerdo fue prorrogado por otros dos años y en octubre de 2022 por otros dos años más.
Debido a la situación particular de la Iglesia católica en China, la Santa Sede no nombra obispos para las diócesis chinas, que son sedes oficialmente vacantes incluso en presencia de obispos reconocidos por Roma.

## Estadísticas
Según el Anuario Pontificio 2002 la diócesis tenía a fines de 1950 un total de 23 397 bautizados.
| Año                                                                             | Población            | Población | Población      | Sacerdotes | Sacerdotes    | Sacerdotes    | Bautizados por sacerdote | Diáconos permanentes | Religiosos | Religiosos | Parroquias |
| Año                                                                             | Bautizados católicos | Total     | % de católicos | Total      | Clero secular | Clero regular | Bautizados por sacerdote | Diáconos permanentes | Varones    | Mujeres    | Parroquias |
| ------------------------------------------------------------------------------- | -------------------- | --------- | -------------- | ---------- | ------------- | ------------- | ------------------------ | -------------------- | ---------- | ---------- | ---------- |
| 1948                                                                            | 25 000               | 1 000     | 2.5            | 24         | 24            |               | 1041                     |                      | 13         | 13         | ?          |
| 1950                                                                            | 23 397               | 920 000   | 2.5            | 24         | 22            | 2             | 974                      |                      | 10         | 12         | 91         |
| Fuente: Catholic-Hierarchy, que a su vez toma los datos del Anuario Pontificio. |                      |           |                |            |               |               |                          |                      |            |            |            |

Según estadísticas reportadas por la Agencia Fides, en 2012 la diócesis contaba 70 000 fieles, 57 sacerdotes, 152 iglesia y capillas, 120 seminaristas, más de 200 religiosas y dos santuarios (Monte de la Cruz y Santuario de la Virgen de Hu Xian).

## Episcopologio
- John Tchang † (14 de junio de 1932-1 de julio de 1940 falleció)
- Joseph Kao † (30 de mayo de 1941-1951 renunció)
- Louis Li Pai-yu † (10 de mayo de 1951-8 de febrero de 1980 falleció)
  - Sede vacante
  - Paul Fan Yufei † (25 de enero de 1982 consagrado-5 de abril de 1995 falleció) (obispo clandestino)
  - Alfonsus Yang Guangyan † (17 de diciembre de 1995-4 de septiembre de 2004 falleció) (obispo oficial)
  - Martin Joseph Wu Qinjing, desde el 19 de octubre de 2005 (clandestino hasta 2015, luego reconocido por el gobierno)